# Georgiulus paynei
Georgiulus paynei är en mångfotingart som beskrevs av Hoffman 1992. Georgiulus paynei ingår i släktet Georgiulus och familjen Parajulidae. Inga underarter finns listade i Catalogue of Life.